# Macomangulus tenuis

Valve droite
Valve gauche

Valve droite
Valve droite

Valve droite
Valve droite

Espèce
Macomangulus tenuis (anciennement Tellina tenuis), la telline-papillon, est une espèce de mollusques bivalves marins de la famille des Tellinidae.

Valve droite et gauche du même spécimen:

Valve droite
Valve gauche

var. aurantia
- Valve droite
- Valve gauche

var. flavescens
- Valve droite
- Valve droite

var. alba
- Valve droite
- Valve droite

## Synonymes
- Angulus tenuis (da Costa, 1778)
- Tellina exigua (Poli, 1791)
- Tellina polita (Pulteney, 1799)
- Tellina hyalina (Deshayes, 1835)
- Tellina exigua (Deshayes, 1835)
- Tellina lucida (Deshayes, 1838)
- Tellina tenuis da Costa, 1778
- Macoma commutata (Monterosato, 1884)
- Macoma exigua (Monterosato, 1884)
- Tellina bourgignati (Locard, 1886)